# Chili sin carne

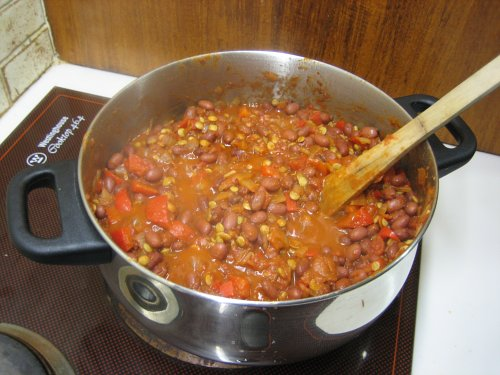
Preparación de un chili sin carne.

El chili vegetariano (conocido también como chili sin carne) es un plato que ha adquirido popularidad en la cocina estadounidense, durante las décadas de los años 60 y 70 del siglo XX con el crecimiento del movimiento del vegetarianismo, y es popular entre aquellas personas que tienen una dieta sin la ingesta de carne roja.

## Variantes
Existen muchas variantes de este plato debido a que no existe "receta oficial" y por ello se le puede añadir cualquier tipo de verdura, incluyendo granos de maíz, cualquier género de calabaza, setas, papas e incluso remolacha, (el maíz, la calabaza y las judías se conocían como las "Tres Hermanas" por los indios nativos de Norteamérica). Se le puede añadir cualquier sustituto de la carne como puede ser cualquier producto elaborado a partir de proteína vegetal texturizada, seitán, o tofu.